# Nikolai Lawrentjewitsch Klado

Nikolai Lawrentjewitsch Klado

Nikolai Lawrentjewitsch Klado (russisch Николай Лаврентьевич Кладо; wissenschaftliche Transliteration Nikolaj Lavrent'evič Klado, * 1. Novemberjul. / 13. November 1862greg. im Gouvernement Twer; † 10. Juli 1919 in Petrograd) war ein russischer Admiral der Kaiserlich Russischen Marine, Marinehistoriker und -theoretiker.

## Leben
Bereits Klados Großvater und Vater dienten in der russischen Marine. Klado ging im November 1875 mit 13 Jahren zur Marine. Bis 1881 absolvierte er eine Ausbildung er an der Marineschule des Admirals Pjotr Rikord und studierte danach bis 1886 an der Marineakademie.
Nach Abschluss seiner Ausbildung hielt er Vorlesungen an der Marineakademie und diente unter anderem auf dem Kanonenboot Tschernomorez, dem Panzerdeckkreuzer Admiral Kornilow und der Panzerfregatte Pamjat Asowa. Am 1. Januar 1888 wurde er zum Leutnant befördert. 1895 war er während des Ersten Japanisch-Chinesischen Krieges als unabhängiger Beobachter bei der von Schlacht von Weihaiwei zugegen. 1896 wurde er zur Weiterbildung auf das französische Schulschiff Latouche-Tréville versetzt, wo er die französische Marinetaktik kennenlernte.
Nach seiner Rückkehr nach Russland unterrichtet er Vollzeit an der Marine-Akademie. Zu seinen Schülern zählten unter anderem Michail Romanow und Kyrill Romanow, wodurch er gute Beziehungen zur Zarenfamilie aufbauen konnte.
Zu Beginn des Russisch-Japanischen Krieges 1904 wurde er zum Kapitän 2. Ranges befördert und dem Stab des neuen Chefs der Pazifikflotte, Vizeadmiral Nikolai Skrydlow in Port Arthur, zugewiesen. Durch die japanische Belagerung der Stadt konnte er seinen neuen Bestimmungsort jedoch nicht erreichen und reiste zunächst nach Wladiwostok, wo er die Einsätze der verbliebenen Kreuzer Rossija, Gromoboi, Bogatyr und Rurik plante.
Im August 1904 wurde er nach St. Petersburg zurückbeordert und als Stabschef in das von Admiral Sinowi Roschestwenskis geleitete 2. Pazifische Geschwader versetzt. Dieses sollte zur Unterstützung der Russischen Pazifikflotte in den Fernen Osten entsandt werden. Jedoch kam es noch in der Nordsee zum Doggerbank-Zwischenfall. Klado und weitere Offiziere wurden von Roschestwenski als Zeugen zurück nach Russland geschickt, wo der Vorfall von einer international besetzten Kommission untersucht werden sollte.
Nachdem absehbar war, dass das 2. Pazifische Geschwader den Japanern unterlegen war, forderte Klado die Aufstellung eines 3. Pazifischen Geschwaders. Dafür standen jedoch nur veraltete Kreuzer bzw. ungeeignete Küstenpanzerschiffe zur Verfügung, die darüber hinaus nur mit schlecht ausgebildeten Matrosen besetzt werden konnten. Zar Nikolaus II. hatte Roschestwenski ursprünglich den Zukauf weiterer moderner Schiffe aus Argentinien und Chile versprochen. Roschestwenski hatte kein Interesse an einem Geschwader aus überalterten Schiffen. Klado setzte seine Kampagne jedoch mit zahlreichen Zeitungsartikeln und Vorträgen fort, wodurch er schließlich auch den Zaren von seiner Position überzeugen konnte. Admiral Nikolai Nebogatow übernahm die Führung des 3. Pazifischen Geschwaders. Beide Geschwader vereinigten sich im Mai 1905 in der vietnamesischen Cam Ranh Bay.
Später kritisierte Klado die russische Marineführung in einem Zeitungsartikel in der Nowoje wremja scharf, wofür er aus der russischen Öffentlichkeit weithin Zuspruch erhielt. Nach einem Artikel, in dem er gegen den Leiter der Marine, Großfürst Alexei Romanow, scharf polemisierte, wurde er am 26. November 1904 in einem Disziplinarverfahren zu 15 Tagen Arrest verurteilt. Dies hielt ihn jedoch nicht davon ab, weitere Artikel zu publizieren. Von der Marineführung wurde er daraufhin im März 1905 erneute scharf gerügt und sollte auf eine Flottille auf dem Fluss Amur strafversetzt werden. Er wurde dann jedoch noch im Mai aus dem Dienst entlassen. Nach der vernichtenden Niederlage im Russisch-Japanischen Krieg wurde Klado 1906 wieder in die Marine aufgenommen und unterrichtete seitdem an der Marineakademie. 1910 wurde er zum Generalmajor befördert. Ab 1916 war er Professor Emeritus der Marineakademie.
Nach der Oktoberrevolution war er von 1917 bis zu seinem Tod 1919 Leiter der Marineakademie.
Klado verfasste weit über 100 Schriften zur Marine-Strategie und -Taktik, Marine-Geschichte und der Geschichte der Seekriegs, was ihm auch den Ruf einbrachte, der „russische Mahan“ zu sein. In deutscher Sprache liegt das Buch Die Kämpfe zur See im russisch-japanischen Kriege in einer autorisierten Übersetzung von Hasse vor.
Aus seiner Ehe mit Anna Karlowna Klado (1869–1939) gingen zwei Töchter und ein Sohn hervor. Seine Tochter Tatjana Klado (1889–1972) wurde Aerologin und Schriftstellerin. Sein Sohn Nikolai Nikolajewitsch Klado (1909–1990) war Regisseur, Drehbuchautor und Kinokritiker.

## Schrift
- Die Kämpfe zur See im russisch-japanischen Kriege. (autorisierte Übersetzung von Hasse), 1907, Berlin, Hofbuchhandlung Karl Siegismund, 334 Seiten